# Kanton Goyave
Kanton Goyave is een voormalig kanton van het Franse departement Guadeloupe. Kanton Goyave maakte deel uit van het arrondissement Basse-Terre.
In 2015 werd het kanton samengevoegd met kanton Petit-Bourg.

## Gemeenten
Het kanton Goyave omvatte de volgende gemeenten:
- Goyave : 5.040 inwoners
- Petit-Bourg (deels)